# José Antonio Peteiro Freire

Wappen von José Antonio Peteiro Freire.

José Antonio Peteiro Freire OFM (* 20. Juli 1936 in Vilasantar, Provinz A Coruña; † 24. März 2010 in Santiago de Compostela, Provinz A Coruña) war ein spanischer Ordensgeistlicher und römisch-katholischer Erzbischof von Tanger.

## Leben
José Antonio Peteiro Freire trat der Ordensgemeinschaft der Franziskaner bei und legte am  17. Dezember 1958 die Profess ab. Am 17. März 1962 empfing er die Priesterweihe.
Am 2. Juli 1983 ernannte ihn Papst Johannes Paul II. zum Erzbischof von Tanger in Marokko. Kurienerzbischof Duraisamy Simon Lourdusamy, Sekretär der Kongregation für die Evangelisierung der Völker, spendete ihm am 24. September 1983 die Bischofsweihe; Mitkonsekratoren waren Léon-Etienne Kardinal Duval, Erzbischof von Algier, und Gabino Díaz Merchán, Erzbischof von Oviedo.
Am 23. März 2005 nahm Papst Johannes Paul II. sein aus gesundheitlichen Gründen eingereichtes Rücktrittsgesuch an.